# 199632 Mahlerede
199632 Mahlerede este o planetă minoră (asteroid) din centura de asteroizi. A fost descoperită pe 2 aprilie 2006 la Piszkéstetői Obszervatórium⁠(d) de Krisztián Sárneczky⁠(d). 
Obiectul prezintă o orbită caracterizată de o semiaxă mare de 3,0167061790841 UAi, o excentricitate de 0,12528929441303, o înclinație de 12,810241762793 ° în raport cu ecliptica.